# كوفي اوبار
كوفي اوبار (بالإنجليزية: Kofi Opare)‏ (12 أكتوبر 1990 في غانا - ) هو لاعب كرة قدم غاني وأمريكي وكندي في مركز الدفاع. لعب مع دي.سي. يونايتد ولوس أنجلوس غلاكسي ولوس انجلوس غالاكسي 2 وFlint City Bucks ‏ وDetroit City FC ‏.

## وصلات خارجية
- كوفي اوبار على موقع الدوري الأمريكي (الإنجليزية)
- كوفي اوبار على موقع قاعدة بيانات كرة القدم.إي يو (الإنجليزية)
- كوفي اوبار على موقع Soccerbase.com (لاعب) (الإنجليزية)
- كوفي اوبار على موقع Soccerway.com (الإنجليزية)
- كوفي اوبار على موقع عالم كرة القدم.نت (الإنجليزية)
- كوفي اوبار على موقع AS.com (الإسبانية)